# Antoine Keller
Pour les personnes ayant le même patronyme, voir Keller.
Antoine Keller est un footballeur français né le 31 octobre 1930 à Huningue (Haut-Rhin) et mort le 18 mai 2021 à Liverdun (Meurthe-et-Moselle).

## Biographie
Attaquant opportuniste, Antoine Keller joue entre autres à Troyes où il est 2e meilleur buteur du championnat en 1961 avec 23 buts.
Il termine sa carrière à Marseille en Division 2 en 1964.